# チェコの映画
チェコの映画（チェコのえいが）は、チェコおよび1993年にチェコ共和国が成立する以前のボヘミアならびにモラヴィアで製作された映画である。その歴史は19世紀末にプラハではじまり、ヨーロッパ有数の映画生産国かつ東ヨーロッパの映画産業の中心地として発展してきた。アメリカ合衆国やフランスなどと比べて映画製作の環境は経済的に恵まれていないものの、1960年代に興ったチェコ・ヌーヴェルヴァーグや、人形劇の伝統文化にもとづくアニメーション映画の分野では世界的な注目を集め、高いレベルの作品をおおく輩出した。
チェコの首都プラハ郊外には、ヨーロッパ最大の映画スタジオバランドフ撮影所がある。1933年の完成以降、数々のチェコ映画が作られてきたが、ベルリンの壁崩壊後は国外作品の撮影が増加して、スタジオで撮影されるものの半数からほとんどが国外作品がしめるようになった。またカルロヴィ・ヴァリでは、毎年、カルロヴィ・ヴァリ国際映画祭が開催される。映画祭では国内外の長編・短編映画が上映されて、その期間中にのべ10万人以上の観客や映画関係者が鑑賞に訪れる。

## 歴史

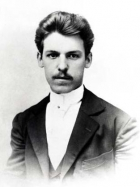
チェコにおいて最初の映画監督となったヤン・クジージェネツキー

### 創生期から1930年代
チェコの映画は、オーストリア＝ハンガリー帝国の時代、19世紀末にその歴史が始まった。建築家でアマチュア・カメラマンだったヤン・クジージェネツキーが、パリで購入した映写機のシネマトグラフ・リュミエールを用いて、1898年にプラハで撮影・上映した作品がチェコ映画史上における最初の映画だった。20世紀にはいると、奇術師のヴィクトル・ポンレポが1907年にプラハで最初の映画館を開業して、1913年にヨゼフ・シュヴァープ＝マロストランスキーが『人間の五感』（1913年）、マックス・ウルバンがチェコ最初の花形女優であるアンナ・セドラーチコヴァーを主演に据えて『恋の終わり』（1913年）を製作する。その後、第一次世界大戦下の1910年代半ばから、大戦終結後、チェコスロバキア第一共和国が成立したのちの1920年代までは、チェコスロバキア映画の不毛の時代で目立った作品もなく、社会的なテーマのメロドラマがほとんどであった。
1930年代にはいり、トーキーの広がりとともに、映画産業が徐々に活気づいてゆく。のちのチェコ共和国初代大統領ヴァーツラフ・ハヴェルの伯父であるミロシュ・ハヴェルによって、ヨーロッパ最大の映画スタジオとなるバランドフ撮影所が1933年に完成する。映画は、女優ヘディ・キースラーの全裸シーンが話題を呼んだグスタフ・マハティの『春の調べ』（1933年）が、国内のみならず国外にもひろく輸出されて各地で大ヒットをおさめ、チェコスロバキア映画を一躍世界に知らしめた。また、このマハティの成功により、スヴァトプルク・インネマンの『修学旅行』（1932年）やヨゼフ・ロヴェンスキーの『ながれ』（1934年）が国外にも紹介された。フランスの映画批評家ジョルジュ・サドゥールは、第二次世界大戦以前のこれらのチェコスロバキア映画の特徴を、「撮影の美しさ、トーンの正確さ、大胆さを排除しない真摯な態度、自然と民間伝承的な農民あるいは都会の庶民生活へのリアルな感覚」であると考察した。
一方で、1930年代はあたらしい芸術形式としてアバンギャルド映画が発展をとげた時代でもあり、映画とほかの芸術を組み合わせた実験的な映画製作や映画批評がさかんに行われた。とくに、アバンギャルド映画『目的のない散歩』（1930年）や『プラハ城』（1931年）を製作したアレクサンデル・ハッケンシュミットは、のちにアメリカ合衆国へ亡命して前衛映画作家のマヤ・デレンと出会い、1940年代後半のアメリカ合衆国のアンダーグラウンド映画にもおおきな影響を及ぼした。

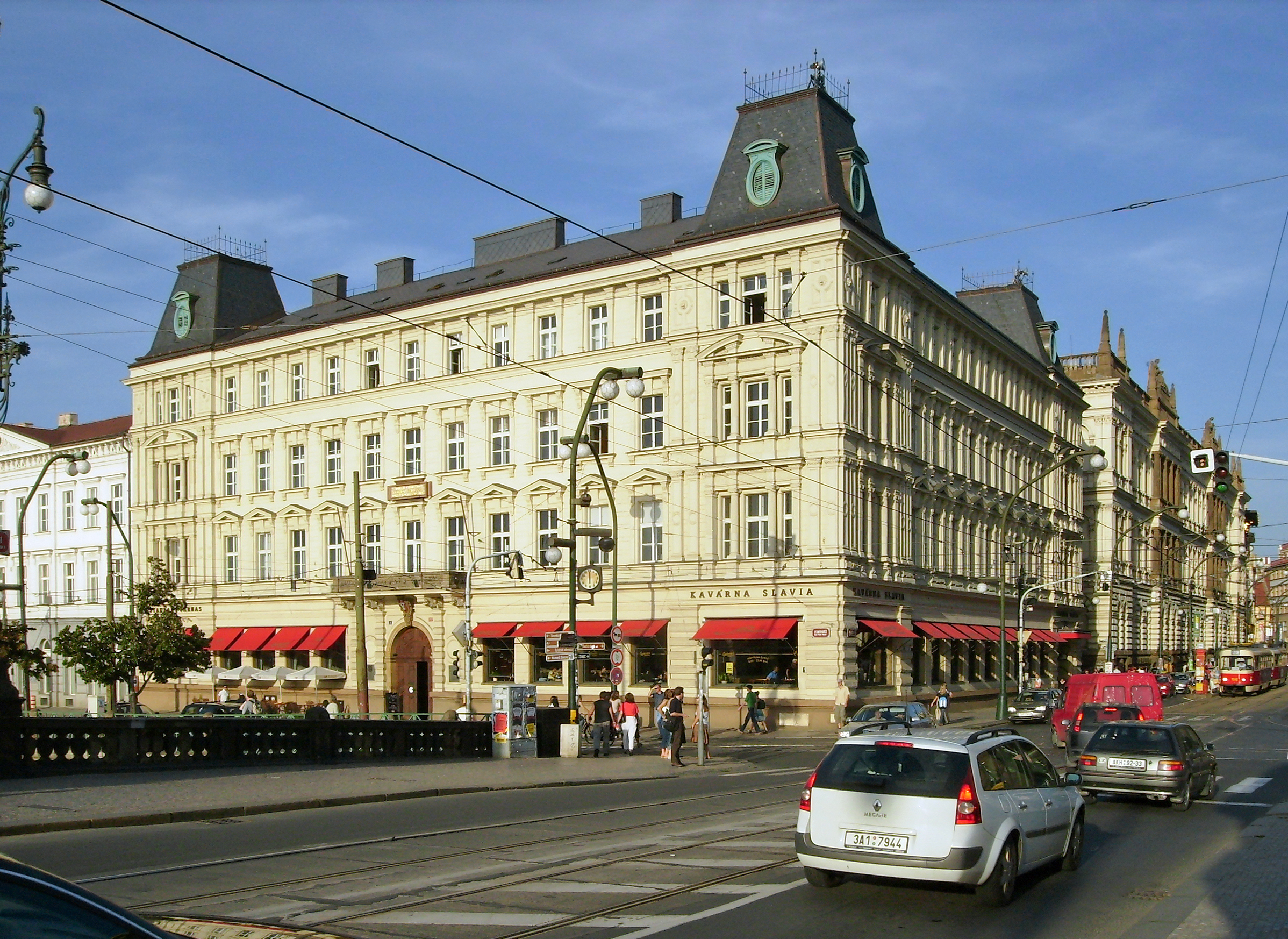
1946年に開校したプラハ芸術アカデミー映画テレビ学校（2006年撮影）

### 1940年代から1950年代
1939年以降、第二次世界大戦中のナチス・ドイツ保護領下のチェコスロバキアの映画には見るものがなく、バランドフ撮影所ではナチス・ドイツのプロパガンダ映画がつくられていた。大戦終結後は1945年に映画産業が国営化されて、1946年に国立映画学校であるプラハ芸術アカデミー映画テレビ学校（略称：FAMU）が開校した。またこのころの国内映画館数の増加は際立っておおきく、1945年から1946年には1600館（そのうち、163館はスロバキア地方）だったものが、1950年には3000館（そのうち568館はスロバキア地方）にまで倍増した。映画は2つの国際映画祭で最高賞を受賞する。ひとつは、1946年にフランチシェク・チャープの『翼のない男たち』（1946年）が受賞したカンヌ国際映画祭の最高賞、もうひとつは20世紀初めの労働者闘争を描いたカレル・シュテクリーの『シレーナ』（1947年）が受賞したヴェネツィア国際映画祭の最高賞である。
1950年代前半は社会主義体制の確立によって映画製作の自由は制限され、ヤン・カダールとエルマール・クロスの『誘拐』（1953年）のような社会主義リアリズムを求められたプロパガンダ映画が主流で停滞期にあった。しかし1950年代後半は、スターリン批判により推し進められた政治体制の緩和、いわば雪どけがあって以降、共産党を批判したヴォイチェフ・ヤスニーの『9月の夜』（1957年）や、フランチシェク・ヴラーチルの長編映画デビュー作品『白い鳩』（1960年）がチェコ・ヌーヴェルヴァーグの先駆となり、若手映画監督たちが台頭しはじめる。
また、アニメーション映画の分野においては、このときすでにチェコスロバキアは世界トップクラスの地位にあり、イジー・トルンカやカレル・ゼマンといった映画監督らが国際的に高い評価を得ていた。やがてトルンカは『真夏の夜の夢』（1959年）などの作品で人形アニメーションを確立し、トルンカの流れを引き継いだゼマンは、『前世紀探検』（1955年）や『悪魔の発明』（1958年）などで人形と人間が共演するファンタジー映画へと発展させていった。

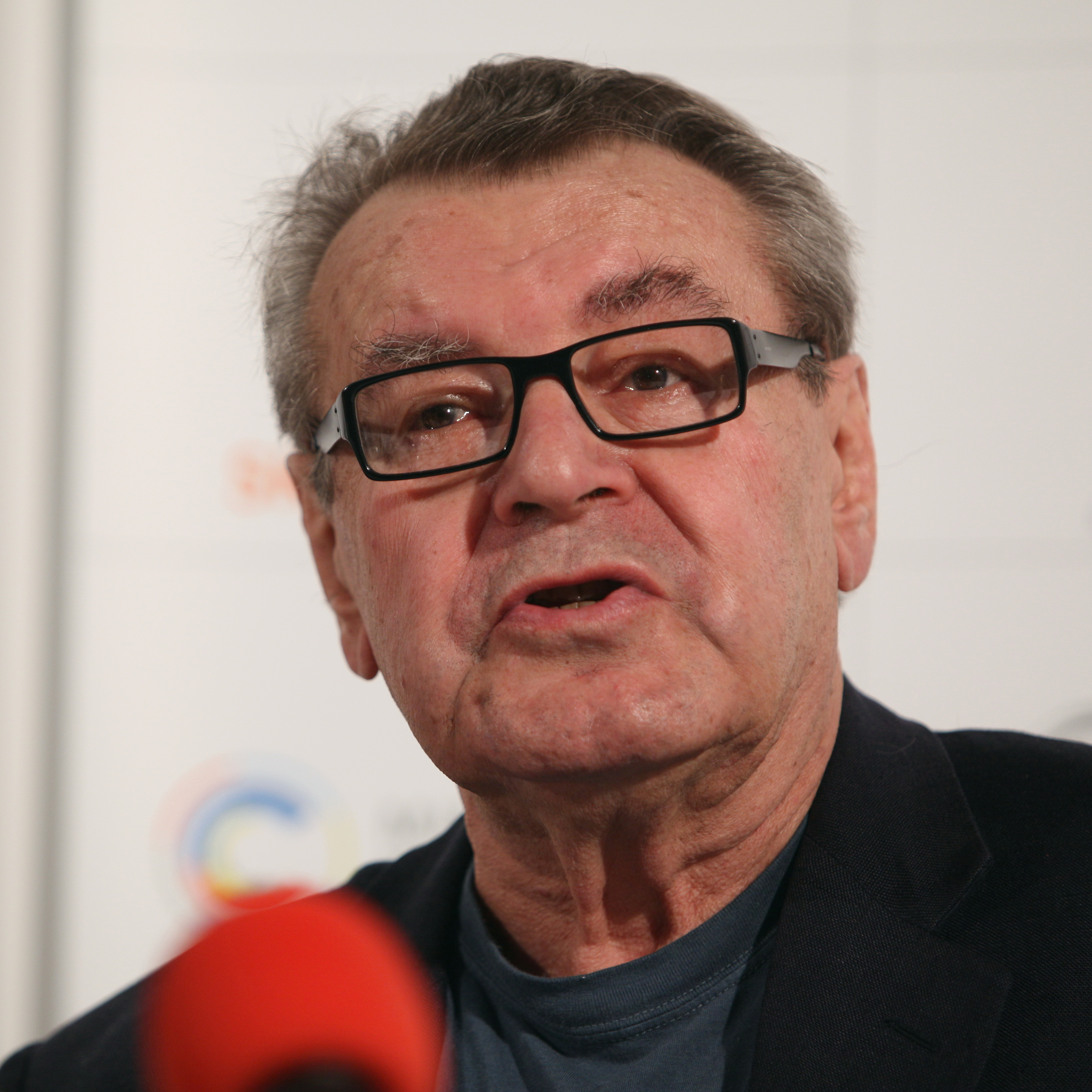
ミロス・フォアマンはチェコ事件後にアメリカ合衆国へ移住して、よりおおきな成功を収めた（2009年撮影）

### 1960年代から1980年代
1960年代はミロス・フォアマン、ヤン・ニェメツ、ヴェラ・ヒティロヴァやイジー・メンツェルなど国立映画学校出身の若手映画監督が一線に出てきて、チェコスロバキアの映画は目覚ましい飛躍をとげた。とくにそれらの映画監督が1960年代中期に実践した仕事をチェコ・ヌーヴェルヴァーグといい、フォアマンの『ブロンドの恋』（1965年）、ニェメツの『夜のダイヤモンド』（1964年）、ヒティロヴァの『ひなぎく』（1966年）、メンツェルの『厳重に監視された列車』（1966年）といった作品がその代表で、いずれも何気ない日常生活をおくる登場人物を軽快に描き、その描写をとおして巧妙に政治批判を行った。このときのチェコスロバキア映画に対する国際的な評価は高く、たとえば、1965年から1968年のアメリカ合衆国のアカデミー外国語映画賞では、4年連続でチェコスロバキア映画が受賞ないしノミネートを受けるなど、さまざまな国際映画祭や各国の映画賞で受賞を果たした。また、フランチシェク・ヴラーチルの『マルケータ・ラザロヴァー』（1967年）は世界的に評価され、後にチェコの映画評論家やジャーナリストらによって、史上最高のチェコ映画に選ばれた。しかし、1968年にチェコ事件が起きるとそれら映画監督は沈黙を強いられてチェコ・ヌーヴェルヴァーグは終えんを迎え、フォアマン、カダール、イヴァン・パッセルらが国外に去った。
1970年代には年間50本から70本の映画が製作されて、一時落ち込んでいた製作状況も徐々に回復しはじめた。ただ、国内に残ったヤロミル・イレシュが『闇のバイブル 聖少女の詩』（1970年）、メンツェルが『つながれたヒバリ』（1969年）、ヒティロヴァが『りんごゲーム』（1977年）などを製作するも、質と量ともにチェコ・ヌーヴェルヴァーグには及ばなかった。
1980年代にはいると、国外に亡命や移住をした映画監督が母国で映画を撮るようになっていった。第57回アカデミー賞の作品賞や監督賞など、数々の映画賞を受賞したフォアマンの『アマデウス』（1984年）もそのひとつで、プラハ市街やバランドフ撮影所で撮影を行った。そのほか、この時期の映画にはズデニェク・トロシュカの『太陽と藁と苺』（1984年）や、ヤン・シュヴァンクマイエルのアニメーション映画『アリス』（1988年）などがある。

### 1990年代以降
1989年、民主化を求めたビロード革命が起こり、1993年にチェコ共和国が誕生した。経済制度が市場経済へと移行したことによって、映画製作の本数の低下や娯楽の多様化が起こり、あらたなチェコ映画の再生の模索がはじまった。とくに若い世代の映画監督たちは状況にうまく順応して芸術的な映画を撮っており、この世代の代表としてはヤン・スヴェラークの『コーリャ 愛のプラハ』（1996年）がアカデミー外国語映画賞を受賞したほか、ヤン・フジェベイクの『この素晴らしき世界』（2000年）、ボフダン・スラーマの『幸福』（2005年）などが国際的に高く評価されている。